# Neftçi Peşəkar Futbol Klubu
Neftçi Baku PFC - em azeri, Neftçi Peşəkar Futbol Klubu - é um clube de futebol do Azerbaijão, sediado na cidade de Bacu, capital do país.
A equipe manda suas partidas em dois estádios: o Eighth Kilometer District Stadium, com capacidade para receber 11.000 torcedores, e o Tofiq Bahramov Stadium (31.200 lugares).

## História
Fundado em 18 de março de 1937, chamava-se inicialmente Neftyanik, nome usado até 1967, passando a ser denominado Neftchi no ano seguinte.
Em sua história, disputou a Primeira Divisão do Campeonato Soviético de Futebol entre 1949 e 1950, 1960 a 1972 e 1977 a 1988, totalizando 28 participações.
Em 2012, tornou-se o primeiro time azeri a disputar uma fase de grupos de um Campeonato de Clubes da Europa, mais precisamente a Liga Europa da UEFA.

## Uniformes
- Uniforme titular: Camisa branca com listras verticais pretas, calção branco com listras pretas nas laterais e meias brancas com anéis pretos na parte superior;
- Uniforme reserva: Camisa preta com detalhes brancos, calção preto com listras brancas nas laterais e meias pretas com anéis brancos na parte superior;
- Terceiro uniforme: Camisa vermelha com detalhes brancos, calção vermelho com listras brancas nas laterais e meias vermelhas com anéis brancos na parte superior.

## Elenco atual
Última atualização: 24 de abril de 2025.